# Janiralata occidentalis
Janiralata occidentalis är en kräftdjursart som först beskrevs av Walker 1898.  Janiralata occidentalis ingår i släktet Janiralata och familjen Janiridae. Inga underarter finns listade i Catalogue of Life.